# Vĩnh Cửu
Vĩnh Cửu là một huyện cũ thuộc tỉnh Đồng Nai, Việt Nam.

## Địa lý

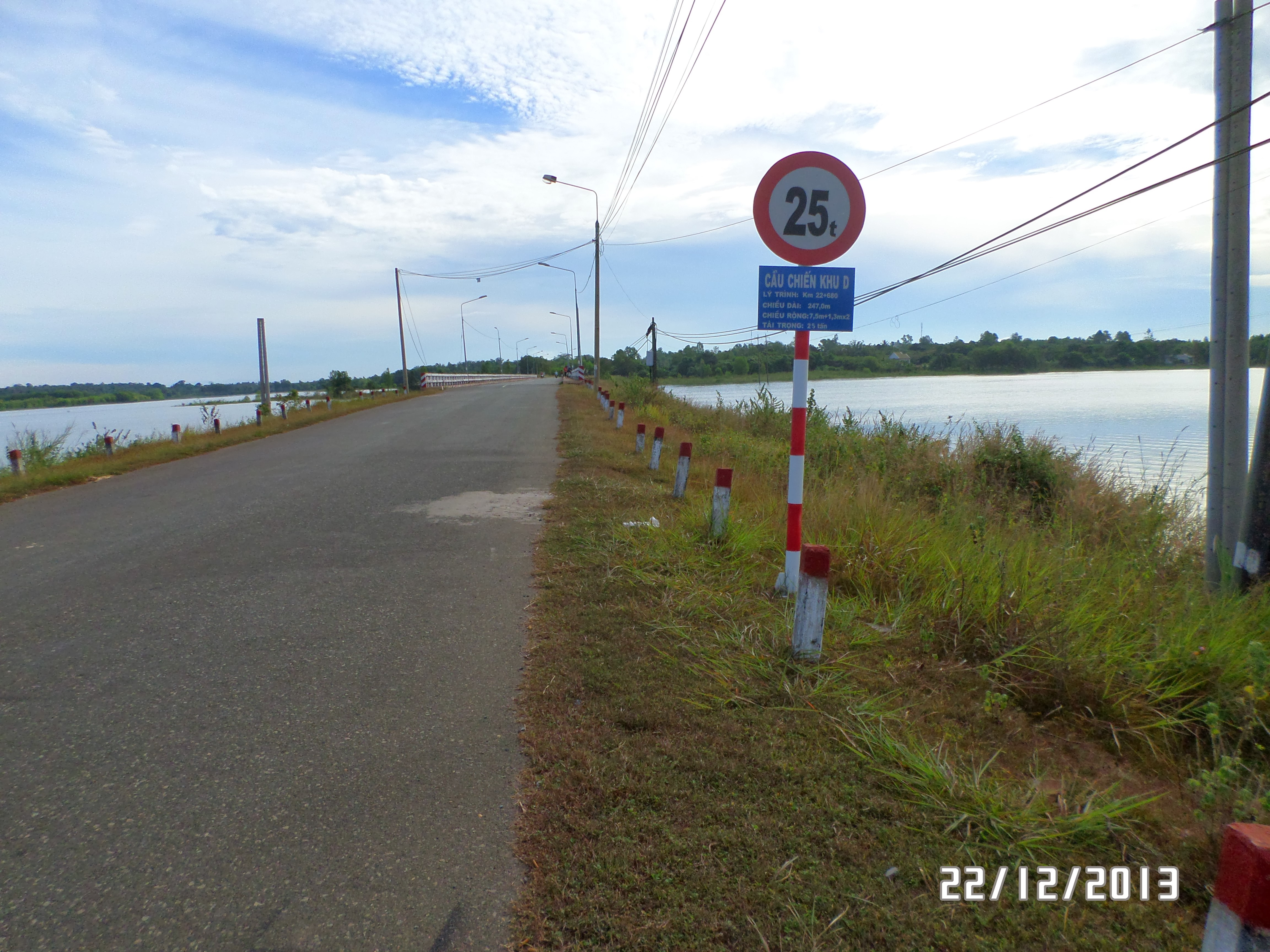
Cầu Chiến Khu D

Huyện Vĩnh Cửu nằm ở phía tây bắc của tỉnh Đồng Nai, trải dài từ vườn quốc gia Cát Tiên đến thành phố Biên Hòa và có vị trí địa lý:
- Phía đông giáp huyện Định Quán và huyện Tân Phú
- Phía tây giáp huyện Phú Giáo, huyện Bắc Tân Uyên và thành phố Tân Uyên, tỉnh Bình Dương và huyện Đồng Phú, tỉnh Bình Phước
- Phía nam giáp thành phố Biên Hòa và huyện Trảng Bom
- Phía bắc giáp huyện Bù Đăng, tỉnh Bình Phước.

Huyện có diện tích 1.095,70 km², dân số năm 2019 là 367.377 người, mật độ dân số đạt 355 người/km². Huyện lỵ của huyện là thị trấn Vĩnh An nằm ở phía tây nam hồ Trị An, trên đường tỉnh lộ 767 và cách thành phố Biên Hòa 30 km về hướng tây bắc.

## Hành chính
Huyện Vĩnh Cửu có 10 đơn vị hành chính cấp xã trực thuộc, bao gồm thị trấn Vĩnh An (huyện lỵ) và 9 xã: Bình Lợi, Mã Đà, Phú Lý, Tân An, Tân Bình, Thạnh Phú, Thiện Tân, Trị An, Vĩnh Tân.

## Lịch sử
Vĩnh Cửu vốn là tên của một làng thuộc tổng Phước Vĩnh Thượng, quận Châu Thành, tỉnh Biên Hòa trước đây (nay thuộc địa giới các phường Tam Hiệp, Tam Hòa, Long Bình và Tân Hiệp, thành phố Biên Hòa). Sau làng Vĩnh Cửu hợp nhất với các làng Tân Mai và Bình An (Bình Đa và An Hảo) thành làng Tam Hiệp. Nơi đây, những năm đầu kháng chiến chống thực dân Pháp xâm lược lần thứ hai, có nhiều người yêu nước hoạt động cách mạng. Năm 1946, trại du kích Bình Đa mở tại đây để huấn luyện cho lực lượng vũ trang Biên Hòa. Lúc bấy giờ, địa bàn Vĩnh Cửu còn là rừng rậm, trở thành một trong những căn cứ của cách mạng. Địch tấn công, càn quét, đốt phá làng Vĩnh Cửu, lập vành đai trắng để bảo vệ cho khu vực Bình Trước (Biên Hòa).
Năm 1948, Ủy ban kháng chiến hành chánh Nam Bộ quyết định chia quận Châu Thành tỉnh Biên Hòa thành hai đơn vị gồm thị xã Biên Hòa và huyện Vĩnh Cửu. Huyện Vĩnh Cửu gồm các xã: Hiệp Hòa, Tam Hiệp, Bửu Hòa, Tân Vạn, Hóa An, Tân Hạnh, Bình Trị, Tân Hiệp, Tân Phong, Bửu Long, Tân Thành, Bình Hòa, Bình Ý, Bình Thạnh, Tân Triều, Bình Phước, Lợi Hòa, Bình Long, Thiện Tân, Đại An, Tân Định.
Thời Việt Nam Cộng hòa, địa bàn huyện Vĩnh Cửu ngày nay thuộc quận Công Thanh, tỉnh Biên Hòa và quận Kiệm Tân, tỉnh Long Khánh. Quận lỵ Công Thanh đặt tại xã Tân Phú (nay thuộc xã Thạnh Phú).
Sau năm 1975, huyện Vĩnh Cửu thuộc tỉnh Đồng Nai, gồm 13 xã: Bình Hòa, Bình Long, Bình Phước, Bình Thạnh, Bình Ý, Cây Gáo, Đại An, Lợi Hòa, Tân Định, Tân Phú, Tân Triều, Thiện Tân và Trị An.
Ngày 23 tháng 12 năm 1985, chuyển huyện Vĩnh Cửu thành thị xã Vĩnh An.
Thị xã Vĩnh An bao gồm 2 phường: Trị An, Cây Gáo và 11 xã: Bình Hòa, Bình Long, Bình Thạnh, Bình Phước, Bình Y, Đại An, Lợi Hòa, Tân Định, Tân Phú, Tân Triều, Thiện Tân.
Trong đó, 2 phường: Trị An và Cây Gáo được thành lập trên cơ sở 2 xã có tên tương ứng và 2 lâm trường: Mã Đà, Hiếu Liêm (huyện Tân Phú) đưa sang.
Ngày 12 tháng 2 năm 1987, địa giới thị xã Vĩnh An có sự thay đổi điều chỉnh như sau:
- Sáp nhập 3 xã: Bình Phước, Bình Ý và Tân Triều thành xã Tân Bình
- Sáp nhập 2 xã: Bình Long và Lợi Hòa thành xã Bình Lợi
- Sáp nhập 2 xã: Bình Thạnh và Tân Phú thành xã Thạnh Phú
- Sáp nhập 2 xã: Đại An và Tân Định thành xã Tân An
- Chia phường Cây Gáo thành 2 đơn vị hành chính: phường Cây Gáo và xã Vĩnh Tân
- Chuyển xã Phú Lý thuộc huyện Tân Phú về thị xã Vĩnh An quản lý.[3]

Đến cuối năm 1991, thị xã Vĩnh An bao gồm 2 phường: Cây Gáo, Trị An và 8 xã: Bình Hòa, Bình Lợi, Phú Lý, Tân An, Tân Bình, Thạnh Phú, Thiện Tân, Vĩnh Tân.
Ngày 29 tháng 8 năm 1994, Chính phủ ban hành Nghị định 109-CP, theo đó: 
- Tái lập huyện Vĩnh Cửu trên cơ sở giải thể thị xã Vĩnh An
- Giải thể 2 phường: Cây Gáo và Trị An để thành lập thị trấn Vĩnh An và xã Trị An.

Huyện Vĩnh Cửu sau khi tái lập bao gồm thị trấn Vĩnh An và 9 xã: Bình Hòa, Bình Lợi, Phú Lý, Tân An, Tân Bình, Thạnh Phú, Thiện Tân, Trị An, Vĩnh Tân.
Ngày 13 tháng 3 năm 2003, Chỉnh phủ ban hành Nghị định số 25/2003/NĐ-CP, theo đó: 
- Thành lập xã Mã Đà trên cơ sở 40.078,47 ha diện tích tự nhiên và 6.595 nhân khẩu của thị trấn Vĩnh An
- Thành lập xã Hiếu Liêm trên cơ sở 21.379,55 ha diện tích tự nhiên và 3.870 nhân khẩu của xã Trị An.

Ngày 28 tháng 9 năm 2024, Ủy ban Thường vụ Quốc hội ban hành Nghị quyết số 1194/NQ-UBTVQH15 về việc sắp xếp đơn vị hành chính cấp xã của tỉnh Đồng Nai giai đoạn 2023 – 2025 (nghị quyết có hiệu lực từ ngày 1 tháng 11 năm 2024). Theo đó:
- Sáp nhập xã Hiếu Liêm vào xã Trị An.
- Sáp nhập xã Bình Hòa vào xã Tân Bình.

Huyện Vĩnh Cửu có 1 thị trấn và 9 xã như hiện nay.

## Kinh tế và xã hội
Huyện có diện tích đất lâm nghiệp chiếm tỷ lệ cao với 65.921 ha có trữ lượng gỗ lớn.
Có Hồ Trị An 28.500 ha (trong địa phận Vĩnh Cửu là 16.500 ha) là nguồn nước phong phú phục vụ cho tưới tiêu nông nghiệp và nuôi trồng thủy sản.
Có tiềm năng khoáng sản phong phú về chủng loại gồm kim loại quý, nguyên liệu vật liệu xây dựng: cát, đá, keramzit cho sản xuất bê tông nhẹ, puzlan và laterit nguyên liệu phụ gia cho xi măng.
Đã quy hoạch Khu công nghiệp Thạnh Phú. Đang quy hoạch cụm sản xuất ngành nghề tại xã Tân Bình.
Hiện nay trên địa bàn huyện Vĩnh Cửu đang triển khai đầu tư xây dựng khu đô thị Lavender City nằm trên địa bàn xã Thạnh Phú.

## Tôn giáo
Tôn giáo của huyện phần lớn là Phật giáo, Công giáo, Cao Đài và Tin lành. Trong đó Phật giáo có đông tín đồ nhất.
- Phật giáo: có mặt ở hầu hết các xã, thị trấn. Có một số ngôi chùa tiêu biểu: Lâm Bửu (Thạnh Phú); Cổ Tự (Bình Hòa)...
- Công giáo: huyện Vĩnh Cửu là nơi xuất hiện tín đồ công giáo sớm nhất Đàng Trong và tiêu biểu là giáo xứ Tân Triều (Tân Bình). Bên cạnh đó còn có một số giáo xứ khác: Đại An (Tân An); Gò Xoài; Phú Lý...
- Tin lành: huyện có 4 chi hội Tin Lành là Vĩnh An, Hiếu Liêm, Phú Lý, Thạnh Phú.
- Cao Đài: có thánh thất Thạnh Phú thuộc thánh tòa Tây Ninh tọa lạc ở trung tâm xã Thạnh Phú.

## Du lịch
Địa bàn huyện Vĩnh Cửu có Vườn quốc gia Cát Tiên đã được UNESCO công nhận là khu dự trữ sinh quyển thế giới.
Huyện có Làng Bưởi Tân Triều là đặc sản của tỉnh Đồng Nai. Ngoài ra, huyện còn có các địa chỉ du lịch sinh thái, di tích lịch sử như: Chiến khu Đ, Khu du lịch Đảo Ó - Đồng Trường (trên lòng hồ Trị An)...

## Giao thông
Tỉnh lộ 768 kết nối với thành phố Biên Hòa. Đây cũng là tuyến đường huyết mạch dài nhất huyện nối các xã với thị trấn.
Tỉnh lộ 767 kết nối huyện với Trảng Bom đi qua xã Vĩnh Tân. Tuyến đường này cùng với tỉnh lộ 768 là hai con đường huyết mạch của vùng.
Hương lộ 15 nối tỉnh lộ 768 với xã Bình Lợi hay xa hơn là trung tâm thị xã Tân Uyên, tỉnh Bình Dương (qua sông Đồng Nai). Tuyến đường đi qua xã Thạnh Phú và xã Bình Lợi. Trong tương lai đây sẽ là con đường đắc đỏ nhất nhì huyện khi Bình Dương trở thành thành phố trực thuộc trung ương. Đường này sẽ kẹp giữa 2 thành phố lớn là Biên Hòa và Bình Dương.
Tỉnh lộ 761 kết nối với tỉnh Bình Phước. Đây cũng chính là tuyến đường duy nhất mà tỉnh Đồng Nai có thể đi thẳng qua Bình Phước.
Đường Đồng Khởi kết nối KCN Thạnh Phú của huyện với KCN AMATA của thành phố Biên Hòa và Quốc lộ 1 và được xem là con đường có giá trị của tỉnh nói chung.
Hương lộ 7 bắt đầu từ nút giao ngã 4 Bến Cá (xã Tân Bình) đến nơi giao cắt với hương lộ 15 ở xã Bình Lợi. Tuyến đường đi qua xã Tân Bình và Bình Lợi.
Hương lộ 9 bắt đầu từ nút giao ngã 4 Bến Cá (xã Tân Bình) qua cầu Tân Triều và đi vào vùng cù lao Tân Triều.
Đường trục 16 nằm ở địa phận xã Thạnh Phú. Theo quy hoạch, xã sẽ trở thành khu đô thị Thạnh Phú đóng vai trò là khu đô thị công nghiệp phía Nam. Tuyến đường kết nối tỉnh lộ 768 với đường Đồng Khởi. Vì thế người dân ở khu vực xã Thạnh Phú đặc biệt là ở trung tâm xã có thể đi tắt đường này lên Biên Hòa thay vì phải đi thẳng rồi quẹo phải ở ngã 3 đèn vàng. Tuyến đường nhằm góp phần giảm ách tách giao thông và giúp người dân đi nhanh hơn. Tuyến đường hiện nay đã nhựa hóa 100% tuy nhiên buổi tối vẫn chưa có đèn đường khoảng 2/3.
Huyện còn có một số con đường dân sinh như: Lò Thổi; Bàu Sen; Gò Xoài; Bình Hòa - Cây Dương. Ngoài ra còn một số công trình giao thông của Đông Nam Bộ cũng đi qua Vĩnh Cửu như đường vành đai 4... Các bến phà, đò hoạt động thường xuyên vì là nơi giáp với sông Đồng Nai như: bến đò Bà Miêu, bến đò Thới Sơn, bến đò Tân Uyên,...

### Xe buýt công
Huyện có tuyến xe buýt số 7 và số 8 đi qua kết nối Biên Hòa với Vĩnh Cửu. Lộ trình của 2 tuyến xe như sau:
1. Tuyến số 7: Bến xe Biên Hòa - Bến xe Vĩnh Cửu.
- Lộ trình: Bến xe Biên Hòa - Đường Nguyễn Ái Quốc (QL1K) - Trường Ngô Quyền - Công viên Biên Hùng - Đường Hà Huy Giáp - Mũi Tàu - CMT8  - Ngã 4 cầu Mới - Bửu Long - Ngã 3 Tân Triều - Cây xăng Thạnh Phú - Công ty Changshin - Bến xe Vĩnh Cửu.
- Thời gian: 5h15 đến 18h00
- Giãn cách: 15 phút/chuyến.

2. Tuyến số 8: Siêu thị Big C - Bến xe Vĩnh Cửu.
- Lộ trình: Big C Đồng Nai - Quốc lộ 1 - Ngã 4 Tam Hiệp - Lotte Đồng Nai - Ngã 4 AMATA - Bệnh viện đa khoa Đồng Nai -Hải Quan Đồng Nai - Trường Lương Thế Vinh - Mầm non Hoa Sen - Ngã 4 Tân Phong - Cây xăng E26 - Thạnh Phú - Bến xe Vĩnh Cửu.
- Thời gian: 5h15 đến 18h00
- Giãn cách: 15 phút/chuyến.